# Station Fouday
Station Fouday is een spoorwegstation in de Franse gemeente Fouday.